# Тортиза
Тортиза (груз. თორტიზა) — село в Грузии, на территории Горийского муниципалитета края (мхаре) Шида-Картли.

## География
Село находится в центральной части Грузии, на берегах реки Меджуды, на расстоянии приблизительно 6 километров (по прямой) к северу от города Гори, административного центра муниципалитета. Абсолютная высота — 662 метра над уровнем моря.

## Население
По результатам официальной переписи населения 2014 года в Тортизе проживало 882 человека (438 мужчин и 444 женщины). В национальной структуре населения грузины составляли 96 %, армяне — 3,3 %, русские — 0,5 %.
| Год  | Население, человек |
| ---- | ------------------ |
| 2002 | 956                |
| 2014 | ↘ 882              |